# Hasarius bellicosus
Hasarius bellicosus är en spindelart som beskrevs av George William Peckham och Elizabeth Maria Gifford Peckham 1896. Hasarius bellicosus ingår i släktet Hasarius och familjen hoppspindlar. Inga underarter finns listade i Catalogue of Life.